# Израильско-монгольские отношения
Израильско-монгольские отношения — двусторонние международные дипломатические исторические и настоящие, военные, торговые, культурные и иные отношения между Монголией и Израилем.
На отношения двух стран влияли отношения Израиля с СССР и КНР — это привело к установлению полноценных дипломатических отношений между Монголией и Израилем в 1991 году. Между двумя странами подписаны двусторонние соглашения в различных сферах, включая соглашение о защите инвестиций, а также об отмене визовых формальностей.
Монгольский посол в Турции аккредитован также и на Израиль. С мая 2017 года послом Израиля в Монголии (нерезидентный, работает из Пекина) является Цви Хейфец, который ранее был послом в Великобритании, Австрии и России. Посол Израиля в Монголии — Цви Хейфец.

## История
После окончания Второй мировой войны Народная республика Монголия была одной из самых изолированных стран мира. Первые контакты между дипломатами Монголии и Израиля произошли по всей видимости в 1949 году в Москве, когда Голда Меир возглавляла израильское посольство в СССР и провела незапланированные переговоры с монгольским послом. В то время израильский МИД не высказал никакой инициативы по поводу контактов с республикой и не верил в шансы на установление реальных отношений с ней.
Первые попытки выяснить возможность установления между странами были сделаны в 1960 году. После некоторых намёков со стороны монгольских дипломатов, глава азиатского департамента израильского МИДа Яаков Шимони предложил министру иностранных дел Голде Меир организовать поездку израильского посла в Москве в Монголию, в надежде на то, что связи, которые посол сможет завязать в поездке смогут стать основой для установления отношений между странами. Однако, посольство Монголии в Москве отказалось дать визу израильскому дипломату и эта идея не была реализована. Другая похожая инициатива была выдвинута в 1967 году, когда Израиль планировал использовать напряжения в отношениях между СССР и КНР и использовать расстояние, на которые отдалились друг от друга эти страны для того, чтобы наладить контакты с Монголией, однако и эта попытка оказалась неудачной.

### Установление отношений
Переломный момент в израильско-монгольских отношениях начался с драматических изменений в отношениях Израиля с СССР, КНР, Индией и другими азиатскими государствами в 1980-х годах. 5 декабря 1990 года посол Монголии в Каире сообщил своему израильскому коллеге в Египте, что его страна заинтересована в установлении двусторонних отношений с еврейским государством. Похожие сообщения от монгольских дипломатов получило несколько дней позднее и израильское посольство в Москве. В марте 1991 года в Москве прошли переговоры между генеральным директором МИДа Израиля Рубеном Мерхавом и монгольскими дипломатами и в конце сентября того же года монгольский парламент одобрил решение правительства этой страны установить отношения с Израилем. Отношения были установлены 2 октября 1991 года путём обмена письмами между послами двух стран в ООН. Израильский посол в Китае представил свои верительные грамоты как нерезидентный посол в Монголии, а Монголия решила, что её посол в Каире будет также аккредитован на Израиль.

### После установления отношений
В феврале 1993 года было подписано соглашение о научном сотрудничестве между Национальной научной академией Израиля с Монгольской научной академией. В 1994 году Израиль посетил монгольский министр сельского хозяйства и подписал соглашение с Израильским международным центром сотрудничества (МАШАВ), согласно которому монгольские фермеры смогут обучаться и тренироваться по программам МАШАВ в Израиле.
В декабре 1996 года Израиль посетил глава монгольского МИДа Tsereupilyn Gombosuren. В рамках его визита оба государства подписали соглашение о взаимной отмене визовых формальностей для граждан своих стран.
В 1998 году министр иностранных дел Израиля Ариэль Шарон посетил Монголию.
В ноябре 2003 года Израиль посетил министр иностранных дел Монголии Luvsan Erdenechuluun в сопровождении делегации монгольских бизнесменов, и встретился со своим израильским коллегой Сильваном Шаломом. Визит был сосредоточен на укреплении отношений и развитии торговых отношений между странами, а также на процессе мирного урегулирования. В рамках его визита было подписано два соглашения: соглашение о защите инвестиций и соглашение о консультациях на уровне МИДов двух стран.
11 мая 2008 года монгольский президент Намбарын Энхбаяр посетил Израиль с государственным визитом. Это был первый в истории визит монгольского лидера в еврейское государство. Президента сопровождали глава МИД Монголии, члены парламента и представители СМИ. Визит продолжался 4 дня, в течение которых прошла встреча с израильским президентом Шимоном Пересом, главой правительства Эхудом Ольмертом и министром иностранных дел Ципи Ливни. Кроме того Энхбаяр встретился с представителями деловых кругов с целью усилить экономическое сотрудничество между двумя странами. Кроме того монгольский президент посетил мемориал Яд ва-Шем, Иерусалим и Мертвое море. На встрече с министром иностранных дел Израиля было подписано соглашение о культурном обмене, а также достигнута договорённость о сотрудничестве на уровне правительств двух стран в области экономики, культуры и науки.
В августе 2010 года академическая делегация Еврейского университета в Иерусалиме посетила Монголию в качестве официального гостя Монгольского национального университета. Во время визита было подписано соглашение о сотрудничестве между двумя вузами.
В июле 2012 года Монголию посетил заместитель министра иностранных дел Израиля Дани Аялон и подписал с министром образования этой страны соглашение о сотрудничестве между университетами и институтами высшего образования, в рамках которого в Монголии будут изучать Израиль и Холокост, а в Израиле будут изучать монгольское наследие и культуру Монголии. Было также подписано соглашение о расширении отношений между двумя странами и декларация о намерении открыть посольства непосредственно в странах друг друга.
В 2016 году прошла встреча министра иностранных дел Монголии Ts. Munkh-Orgil с послом Израиля в этой стране Матаном Вильнаи. Министр поблагодарил посла за его вклад в укрепление двусторонних отношений, особенно в области обороны и безопасности. Стороны также договорились о проведении консультативной встречи на уровне глав МИД двух государства.

## Торговые отношения
В 2002 году Израиль экспортировал в Монголию товаров на $99 тыс., а за первые 9 месяцев 2003 года сумма экспорта составила $ 279 тыс. Израиль ничего не импортирует из Монголии, однако глава МИД Монголии Luvsan Erdenechuluun считает, что Монголия может экспортировать в еврейское государство кашемир, верблюжью шерсть, кожу и меха.

## Туризм
В настоящее время туристы из обеих стран не должны оформлять въездные визы заранее для туристических поездок. В 2003 году Монголию посетили около 100 израильских туристов, в основном пешие туристы.